# Яхинсон, Израиль Борисович
Израиль Борисович (Берович, Беркович) Яхинсон (1891, Кишинёв, Бессарабская губерния — 1970, Одесса) — украинский советский филолог и педагог, еврейский общественный деятель, автор учебников для советских еврейских школ с обучением на идише и на украинском языке.

## Биография
Родился в 1891 году в Кишинёве в семье Бера Гирш-Шимоновича Яхинсона, уроженца Шклова, и Шейндл Яхинсон. У него были младшие братья Михл (1894), Давид (1896) и Ноях (1901), сёстры Ливша (1899) и Рухл (1904), родившиеся там же. Во время Первой мировой войны поселился в Симферополе, где был активистом местной ячейки Социалистической еврейской рабочей партии и выступал с публицистическим работами в местной прессе, главным образом с политическими комментариями. Учился на педагогических курсах в Гродно.
В 1923—1924 годах был лектором Высших еврейских педагогических курсов в Киеве. На протяжении 1920-х годов опубликовал ряд публицистических работ на идише, под его редакцией издавалась серия книг «פּאָפּולער-װיסנשאַפֿטלעכע ביבליִאָטעק» (Научно-популярная библиотека).
В 1927 году назначен заведующим педагогико-педологической секции Института еврейской пролетарской культуры при Всеукраинской академии наук в Киеве. Педагогические работы И. Б. Яхинсона в это время публиковались главным образом на страницах киевского журнала «Ратнбилдунг» (Советское образование, на идише). Был автором или одним из авторов школьных учебников и хрестоматий на идише, которые впоследствии подверглись идеологической критике, некоторые даже цензурному запрету, в результате чего приблизительно в 1934 год И. Б. Яхинсон был вынужден оставить работу в Институте еврейской пролетарской культуры.
До 1941 года работал ответственным редактором и директором географического центра государственного издательства «Радянська школа» в Киеве. Участвовал в издании книг, карт, учебных пособий и школьных учебников по географии на русском и украинском языках, опубликовал книги по истории сельского хозяйства, педагогике, литературоведческий труд «Эпоха Менделе» (1927). С началом Великой Отечественной войны был с женой эвакуирован в Балтакуль (Маргеланский район Ферганской области).
Похоронен на третьем еврейском кладбище в Одессе.

## Семья
- Брат — Михаил Борисович (Михл Беркович) Яхинсон (1894, Кишинёв — 1942, Транснистрия), журналист и сотрудник ряда периодических изданий на идише, редактор еженедельника «Еврейская мысль» в Одессе (1917), был депортирован в гетто и погиб[9].
- Жена — Берта Исааковна Яхинсон (1886 или 1890[10] — 1966), в 1920-е годы заведовала железнодорожным детским садом в Киеве[11][12].
  - Сын — Борис Израилевич Яхинсон (1917—1994), математик и электротехник.

## Публикации
- Украинская Республика и Учредительное Собрание. Симферополь, 1917.
- געיאַג נאָך שפּײַז: שמועסן פֿון קולטור-געשיכטע (поход за едой: беседы о культурной истории для рабочей школы). Киев: Култур-лиге, 1924. — 66 с.
- באַ דער ערד (при земле). Киев, 1925.
- מענדעלעס עפּאָכע (мендэлэс эпохе — эпоха Менделе). Киев: Кооперативное издательство «Култур-Лиге», 1927[13].
- Эпоха Менделе: Антология. Киев: Кооперативное издательство «Култур-Лиге», 1927.
- Очерки из истории сельского хозяйства. М.—Л.: Госиздат, 1927. — 190 с.
- סאָציאַל-עקאָנאָמישער שטײגער באַ ייִדן אין רוסלאַנד אין נײַנצן יאָרהונדערט: קװעלנבוך פֿון מעמואַרן אין קינסטלערישער ליטעראַטור (оциально-экономический подъём евреев в 19 веке). Харьков: Центральное издательство народов СССР, 1929. — 403 с.
- Социально-экономический подъём евреев в 19 веке. Харьков, 1929.
- אַרבעט-בוך אױף נאַטורװיסנשאַפֿט (учебное пособие по естествознанию для учителей, с соавторами). Киев, ?
- Задачи научно-педагогической работы в еврейской среде. Сборник «Вопросы биологии и патологии евреев» III. Киев: Издательство Еврейского историко-этнографического общества, 1930.
- Украіньска Радянська Соціалістична Республіка: Физическая карта. Львов: Радянська школа, 1939.
- Природнi зони СРСР i головнi промисловi райони: Карты 4-й класс. Харьков: Радянська школа, 1939.
- Фізична карта Союзу РСР: 7-клас. Харьков: Радянська школа, 1940.
- Фізична карта СРСР. Львов, 1947.